# Taleporia bavaralta
Taleporia bavaralta är en fjärilsart som beskrevs av Leo Sieder 1953. Taleporia bavaralta ingår i släktet Taleporia och familjen säckspinnare. Inga underarter finns listade i Catalogue of Life.